# Revolutionäre Sozialisten Österreichs

Symbol der Revolutionären Sozialisten Österreichs

Die Revolutionären Sozialisten Österreichs wurden nach den Februarkämpfen 1934 und dem Verbot der Sozialdemokratischen Arbeiterpartei (SDAP) vom nach Brünn geflüchteten Otto Bauer und dessen Auslandsbüro der österreichischen Sozialdemokraten (ALÖS) als Nachfolgeorganisation der SDAP anerkannt und unterstützt. Nachdem der erste Vorsitzende Manfred Ackermann 1934 und im Jänner 1935 auch sein Nachfolger Karl Hans Sailer verhaftet worden waren, übernahm Joseph Buttinger, Bezirksparteisekretär aus Kärnten, die Organisation und gliederte sie zu einer konspirativen Kaderpartei um. 1938 flüchtete Buttinger mit einer kleinen Zahl an R.S.-Funktionären (Podlipnig, Hubeny, Bauer II) nach Brüssel, wo die Revolutionären Sozialisten und das Auslandsbüro der österreichischen Sozialdemokraten (ALÖS) zur Auslandsvertretung der österreichischen Sozialisten (AVOES) unter Buttingers Führung verschmolzen wurden. Die Auslandsführung der RS sahen in der „Anschluss“ Österreichs einen „geschichtlichen Fortschritt“, und den Kampf für die Wiederherstellung der Unabhängigkeit Österreichs als „reaktionär“ (vgl. „Sozialistischer Kampf“). Die AVOES sah sich als Organisation, die nach dem Niedergang des Hitlerregimes einer autonomen sozialistischen Revolution in Österreich und Deutschland den Rücken freihalten sollte und lehnte – um Abhängigkeiten zu vermeiden – sowohl eine Zusammenarbeit mit den Gastländern, als auch mit anderen österreichischen Exilorganisationen ab. 1945 benützte die Sozialistische Partei Österreichs (SPÖ) nach der Neugründung den Beinamen Sozialdemokraten und Revolutionäre Sozialisten, der jedoch bald aufgegeben wurde.